# جزیره کوکاتو

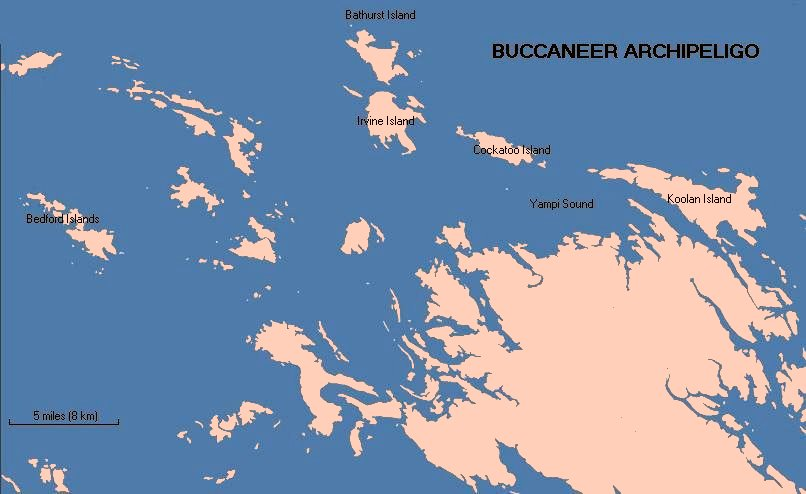
نقشه مجمع الجزایر بوک کانر

جزیره کوکاتو در غرب ساحل استرالیا و در نزدیکی شهر دربی قرار دارد و دارای معدن آهنی می‌باشد که از سال ۵۱ تا ۸۴ میلادی در حال کار بود. جزیره کولان در همسایگی این جزیره قرار دارد.

## استخراج معدن آهن
سنگ آهک جزیره در دهه ۱۸۸۰ کشف شد و تا جنگ جهانی دوم در سال ۱۹۴۴ به کار خود ادامه داد و بعد از آن معدن سنگ آهک تعطیل شد.
در سال ۱۹۵۱ معدن آهن آغاز به کار کرد و تا سال ۱۹۵۲ جمعیت جزیره به ۱۵۰ نفر رسید؛ و تا سال ۱۹۸۴ معدن آهن به کار خود ادامه داد. در دهه ۱۹۹۰ کارخانه پورتمن استخراج دوباره آهن را زیر سطح دریا در این جزیره آغاز کرد.

## موارد دیگر
در دهه ۱۹۸۰ یک خانواده مرکز گردشگری با استفاده از وسایل قدیمی در این جزیره احداث کردند که بعداً توسط معادن خریداری شد با این حال کلبه‌ها هنوز هم توسط کارگران استفاده می‌شود.